# Henry Fenwick
Henry Fenwick (1820 - 16 de abril de 1868) foi um político do Partido Liberal Britânico.
Ele candidatou-se pela primeira vez à eleição da Câmara dos Comuns de dezembro de 1852, quando não teve sucesso numa eleição suplementar para a cidade de Durham. Ele foi eleito Membro do Parlamento (MP) por Sunderland numa eleição suplementar em janeiro de 1855, e ocupou a cadeira até fevereiro de 1866, quando foi nomeado como Senhor Civil do Almirantado, tendo sido derrotado posteriormente na pré-eleição.